# 水蛇座σ
水蛇座σ，又名CP-78 42，HD 12363、SAO 255835、HR 593，是水蛇座的一颗恒星，视星等为6.16，位于銀經298.84，銀緯-38.26，其B1900.0坐标为赤經1h 56m 0.7s，赤緯-78° -38.26′ 14″。